# Sixième district congressionnel de Caroline du Sud
Le 6e district congressionnel de Caroline du Sud se trouve au centre et à l'est de la Caroline du Sud. Il comprend la totalité des comtés d'Allendale, Bamberg, Calhoun, Clarendon, Hampton et Williamsburg et certaines parties des comtés de Charleston, Colleton, Dorchester, Florence, Jasper, Orangeburg, Richland et Sumter. Avec un indice CPVI de D+14, c'est le seul district démocrate de Caroline du Sud.
La configuration actuelle du district date d'un accord conclu au début des années 1990 entre les républicains et les démocrates de l'État lors de l'Assemblée générale de Caroline du Sud pour créer un district à majorité noire. Les comtés ruraux de la ceinture noire historique de Caroline du Sud constituent une grande partie du district, mais il s'étend vers le sud pour inclure la plupart des quartiers à majorité noire de Charleston et de ses environs, et s'étend vers l'ouest pour inclure la plupart des quartiers à majorité noire de et autour de Columbia. Il comprend également la plupart des zones majoritairement noires près de Beaufort (mais pas Beaufort lui-même).
De 1993 à 2013, le district s'étendait du Pee Dee à la côte atlantique. Les frontières du district ont été déplacées vers le sud lors du redécoupage de 2012. Il a perdu sa part du Pee Dee tout en récupérant la quasi-totalité des quartiers à majorité noire du Lowcountry. Il occupe désormais une partie de la zone proche de la frontière entre la Caroline du Sud et la Géorgie, s'étendant juste assez loin au nord pour s'emparer de sa part de Columbia elle-même. Dans toutes ses configurations, sa politique a été dominée par les électeurs noirs des régions de Columbia et de Charleston.
Après l’ère de la Reconstruction, la législature blanche, dominée par les démocrates, a adopté les Lois Jim Crow, ainsi qu’une nouvelle constitution en 1895 qui a effectivement privé les Noirs de leurs droits de vote, paralysant le Parti Républicain dans l’État. Pendant la majeure partie des 60 années suivantes, la Caroline du Sud était essentiellement un État à parti unique dominé par les démocrates, et les Noirs étaient presque exclus du système politique.
Les changements démographiques et politiques incluent la grande migration des Noirs hors de l'État pendant l'ère Jim Crow dans la première moitié du XXe siècle. Dans le même temps, de nombreux démocrates blancs ont été contrariés par le soutien accru du parti national aux droits civiques des Noirs à partir des années 1940 et ont commencé à diviser leurs listes aux élections fédérales. Après les succès du Mouvement des droits civiques qui a obtenu l'adoption d'une législation fédérale au milieu des années 1960 pour faire respecter leurs droits constitutionnels et leur capacité de voter, les Noirs de Caroline du Sud ont soutenu les candidats démocrates nationaux. Même avant cela, les conservateurs blancs avaient commencé à diviser leurs listes et à voter pour les républicains au niveau fédéral dès les années 1950, et ont progressivement commencé à adhérer au Parti Républicain dans les années 1980.
Depuis la fin du XXe siècle, la politique de Caroline du Sud est très polarisée sur le plan racial. Les républicains de Caroline du Sud sont majoritairement blancs et la plupart des Afro-Américains de l’État continuent de soutenir les démocrates. Au XXIe siècle, le 6e est considéré comme le seul district démocrate « sûr » de l'État.
De 1883 à 1993, ce district comprenait la partie nord-est de l'État, de Darlington à Myrtle Beach. Dans cette configuration, il s’agissait d’un district démocrate classique « Yellow Dog » ; depuis la fin de la Reconstruction jusqu'en 1983, il n'a élu que deux républicains, tous deux pour un seul mandat. En 2012, le nouveau 7e district a été créé ; il comprend une grande partie du territoire qui appartenait au 6e pendant la majeure partie du XXe siècle.
Jim Clyburn, démocrate et Whip de la majorité de 2019 à 2023, représente cette circonscription depuis sa première élection en 1992.

## Géographie
Comtés dans la carter 2023 - 2033
- Comté d'Allendale
- Comté de Bamberg
- Comté de Calhoun
- Comté de Charleston (en partie)
- Comté de Clarendon
- Comté de Colleton (en partie)
- Comté de Dorchester (en partie)
- Comté de Florence (en partie)
- Comté de Hampton
- Comté de Jasper (en partie)
- Comté d'Orangeburg (en partie)
- Comté de Richland (en partie)
- Comté de Sumter (en partier)
- Comté Williamsburg

## Historique de vote
| Année | Poste     | Résultats               |
| ----- | --------- | ----------------------- |
| 2000  | Président | Gore 63,0 % – 36,0 %    |
| 2004  | Président | Kerry 61,0 % – 39,0 %   |
| 2008  | Président | Obama 70,0 % – 29,0 %   |
| 2012  | Président | Obama 71,0 % – 28,0 %   |
| 2016  | Président | Clinton 67,0 % – 30,0 % |
| 2020  | Président | Biden 67,0 % – 31,0 %   |

## Liste des Représentants du district
| Membre                            | Parti                 | Années                             | Congrès     | Histoire électorale | Zone gréographique                        |
| --------------------------------- | --------------------- | ---------------------------------- | ----------- | --- | ----------------------------------------- |
| District établit le 4 mars 1793   |                       |                                    |             | |                                           |
| Andrew Pickens                    | Anti-Administration   | 4 mars 1793 - 3 mars 1795          | 33e         | Élu en 1793. Retrait. | 1793–1797 District Pinckney et Washington |
| Samuel Earle (en)                 | Républicain-Démocrate | 4 mars 1795 - 3 mars 1797          | 4e          | Élu en 1794. Retrait. | 1793–1797 District Pinckney et Washington |
| William Smith (en)                | Républicain-Démocrate | 4 mars 1797 - 3 mars 1799          | 5e          | Élu en 1796. Perd sa réélection. | 1797–1803 District Washington             |
| Abraham Nott (en)                 | Fédéraliste           | 4 mars 1799 - 3 mars 1801          | 6e          | Élu en 1798. Retrait. | 1797–1803 District Washington             |
| Thomas Moore (en)                 | Républicain-Démocrate | 4 mars 1801 - 3 mars 1803          | 7e          | Élu en 1800. Redécoupage vers le 7e district. | 1797–1803 District Washington             |
| Levi Casey (en)                   | Républicain-Démocrate | 4 mars 1803 - 3 février 1807       | 8 , 9e      | Élu en 1803. Réélu en 1804. Réélu en 1806. Décès. | 1803–1813 District Abbeville              |
| Vacant                            | Vacant                | 3 février 1807 - 2 juin 1807       | 9e , 10e    | | 1803–1813 District Abbeville              |
| Joseph Calhoun (en)               | Républicain-Démocrate | 2 juin 1807 - 3 mars 1811          | 10e , 11e   | Élu pour terminer le mandat de Casey. Réélu en 1808. Retrait. | 1803–1813 District Abbeville              |
| John C. Calhoun                   | Républicain-Démocrate | 4 mars 1811 - 3 novembre 1817      | 12e - 15e   | Élu en 1810. Réélu en 1812. Réélu en 1814. Réélu en 1816. Démissionne pour devenir Secrétaire à la Guerre des États-Unis. | 1803–1813 District Abbeville              |
| John C. Calhoun                   | Républicain-Démocrate | 4 mars 1811 - 3 novembre 1817      | 12e - 15e   | Élu en 1810. Réélu en 1812. Réélu en 1814. Réélu en 1816. Démissionne pour devenir Secrétaire à la Guerre des États-Unis. | 1813–1823 District Abbeville              |
| Vacant                            | Vacant                | 3 novembre 1817 - 24 janvier 1818  | 15e         | |                                           |
| Eldred Simkins (en)               | Républicain-Démocrate | January 24, 1818 – March 3, 1821   | 15e , 16e   | Élu pour terminer le mandat de Calhoun. Réélu en 1818. Retrait. |                                           |
| George McDuffie (en)              | Républicain-Démocrate | 4 mars 1821 - 3 mars 1823          | 17e         | Élu en 1820. Redécoupage vers le 5e |                                           |
| John Wilson (en)                  | Républicain-Démocrate | 4 mars 1823 - 3 mars 1825          | 18e , 19e   | Redécoupage depuis le 7e district et réélu en 1823. Réélu en 1824. Perd sa réélection. | 1823–1833 District Pendleton              |
| John Wilson (en)                  | Jacksonien (en)       | 4 mars 1825 - 3 mars 1827          | 18e , 19e   | Redécoupage depuis le 7e district et réélu en 1823. Réélu en 1824. Perd sa réélection. | 1823–1833 District Pendleton              |
| Warren R. Davis (en)              | Jacksonien (en)       | 4 mars 1827 - 3 mars 1831          | 20e - 23e   | Élu en 1826. Réélu en 1828. Réélu en 1830. Réélu en 1833. Réélu en 1834 mais décède avant le début du mandat suivant. | 1823–1833 District Pendleton              |
| Warren R. Davis (en)              | Nullifer (en)         | 4 mars 1831 - 29 janvier 1835      | 20e - 23e   | Élu en 1826. Réélu en 1828. Réélu en 1830. Réélu en 1833. Réélu en 1834 mais décède avant le début du mandat suivant. | 1823–1833 District Pendleton              |
| Warren R. Davis (en)              | Nullifer (en)         | 4 mars 1831 - 29 janvier 1835      | 20e - 23e   | Élu en 1826. Réélu en 1828. Réélu en 1830. Réélu en 1833. Réélu en 1834 mais décède avant le début du mandat suivant. | 1833–1843                                 |
| Vacant                            | Vacant                | 29 janvier 1831 - 29 janvier 1835  | 23e , 24e   | |                                           |
| Waddy Thompson Jr. (en)           | Anti-Jacksonien       | 10 septembre 1835 - 3 mars 1837    | 24e - 26e   | Élu pour terminer le mandat de Davis. Réélu en 1836. Réélu en 1838. Retrait. |                                           |
| Waddy Thompson Jr. (en)           | Whig                  | 4 mars 1837 - 3 mars 1841          | 24e - 26e   | Élu pour terminer le mandat de Davis. Réélu en 1836. Réélu en 1838. Retrait. |                                           |
| William Butler (en)               | Whig                  | 4 mars 1841 - 3 mars 1843          | 27e         | Élu en 1840. Redécoupage vers le 2e district et perd sa réélection. |                                           |
| Isaac E. Holmes (en)              | Démocrate             | 4 mars 1843 - 3 mars 1851          | 28e - 31e   | Redécoupage depuis le 1er district et réélu en 1843. Réélu en 1844. Réélu en 1846. Réélu en 1848. Perd sa réélection. | 1843–1853                                 |
| William Aiken Jr. (en)            | Démocrate             | 4 mars 1851 - 3 mars 1853          | 32e         | Élu en 1850. Redécoupage vers le 2e district. | 1843–1853                                 |
| William W. Boyce (en)             | Démocrate             | 4 mars 1853 - 21 décembre 1860     | 33e - 36e   | Élu en 1853. Réélu en 1854. Réélu en 1856. Réélu en 1858. Réélu en 1860 mais se retire à la suite de la guerre civile. | 1853–1860                                 |
| District supprimé                 | District supprimé     | 21 décembre 1860 - 3 mars 1867     | 36e - 39e   | Guerre de Sécession et Reconstruction | Guerre de Sécession et Reconstruction     |
| District supprimé le 36 mars 1867 |                       |                                    |             | |                                           |
| District rétablit le 4 mars 1883  |                       |                                    |             | |                                           |
| George W. Dargan (en)             | Démocrate             | 4 mars 1883 - 3 mars 1891          | 48e - 51e   | Élu en 1882. Réélu en 1884. Réélu en 1886. Réélu en 1888. Retrait. | 1883–1893                                 |
| Eli T. Stackhouse (en)            | Démocrate             | 4 mars 1891 - 14 juin 1892         | 52e         | Élu en 1890. Décès. | 1883–1893                                 |
| Vacant                            | Vacant                | 14 juin 1892 - 5 décembre 1892     | 52e         | | 1883–1893                                 |
| John L. McLaurin (en)             | Démocrate             | 5 décembre 1892 - 31 mai 1897      | 52e - 55e   | Élu pour terminer le mandat de Stackhouse. Également élu pour un autre mandat. Réélu en 1894. Réélu en 1896. Démissionne lorsque nommé Sénateur des États-Unis. | 1883–1893                                 |
| 1893–1903                         |                       |                                    | 52e - 55e   | Élu pour terminer le mandat de Stackhouse. Également élu pour un autre mandat. Réélu en 1894. Réélu en 1896. Démissionne lorsque nommé Sénateur des États-Unis. |                                           |
| Vacant                            | Vacant                | 31 mai 1897 - 6 décembre 1897      | 55e         | |                                           |
| James Norton (en)                 | Démocrate             | 6 décembre 1897 - 3 mars 1901      | 55e , 56e   | Élu pour terminer le mandat de McLaurin. Réélu en 1898. Retrait. |                                           |
| Robert B. Scarborough (en)        | Démocrate             | 4 mars 1901 - 3 mars 1905          | 57e , 58e   | Élu en 1900. Réélu en 1902. Retrait. |                                           |
| 1903–1913                         |                       |                                    | 57e , 58e   | Élu en 1900. Réélu en 1902. Retrait. |                                           |
| J. Edwin Ellerbe (en)             | Démocrate             | 4 mars 19.5 - 3 mars 1913          | 59e - 62e   | Élu en 1904. Réélu en 1906. Réélu en 1908. Réélu en 1910. Perd sa renomination. |                                           |
| J. Willard Ragsdale (en)          | Démocrate             | 4 mars 1913 - 23 juillet 1919      | 63e - 66e   | Élu en 1912. Réélu en 1914. Réélu en 1916. Réélu en 1918. Décès. | 1913–1923                                 |
| Vacant                            | Vacant                | 23 juiller 1919 - 7 octobre 1919   | 66e         | | 1913–1923                                 |
| Philip H. Stoll (en)              | Démocrate             | 7 octobre 1919 - 3 mars 1923       | 66e , 67e   | Élu pour terminer le mandat de Ragsdale. Réélu en 1920. Perd sa renomination. | 1913–1923                                 |
| Allard H; Gasque (en)             | Démocrate             | 4 mars 1923 - 17 juin 1938         | 68e - 75e   | Élu en 1922. Réélu en 1924. Réélu en 1926. Réélu en 1928. Réélu en 1930. Réélu en 1932. Réélu en 1934. Réélu en 1936. Décès. | 1923–1933                                 |
| 1933–1943                         |                       |                                    | 68e - 75e   | Élu en 1922. Réélu en 1924. Réélu en 1926. Réélu en 1928. Réélu en 1930. Réélu en 1932. Réélu en 1934. Réélu en 1936. Décès. |                                           |
| Vacant                            | Vacant                | 17 juin 1938 - 13 septembre 1939   | 75          | |                                           |
| Elizabeth H. Gasque (en)          | Démocrate             | 13 septembre 1938 - 3 janvier 1939 | 75          | Élue pour terminer le mandat de son mari. Retrait. |                                           |
| John L. McMillan (en)             | Démocrate             | 3 janvier 1939 - 3 janvier 1973    | 76e - 92e   | Élu en 1938. Réélu en 1940. Réélu en 1942. Réélu en 1944. Réélu en 1946. Réélu en 1948. Réélu en 1950. Réélu en 1952. Réélu en 1954. Réélu en 1956. Réélu en 1958. Réélu en 1960. Réélu en 1962. Réélu en 1964. Réélu en 1966. Réélu en 1968. Réélu en 1970. Perd sa renomination. |                                           |
| 1943–1953                         |                       |                                    | 76e - 92e   | Élu en 1938. Réélu en 1940. Réélu en 1942. Réélu en 1944. Réélu en 1946. Réélu en 1948. Réélu en 1950. Réélu en 1952. Réélu en 1954. Réélu en 1956. Réélu en 1958. Réélu en 1960. Réélu en 1962. Réélu en 1964. Réélu en 1966. Réélu en 1968. Réélu en 1970. Perd sa renomination. |                                           |
| 1953–1963                         |                       |                                    | 76e - 92e   | Élu en 1938. Réélu en 1940. Réélu en 1942. Réélu en 1944. Réélu en 1946. Réélu en 1948. Réélu en 1950. Réélu en 1952. Réélu en 1954. Réélu en 1956. Réélu en 1958. Réélu en 1960. Réélu en 1962. Réélu en 1964. Réélu en 1966. Réélu en 1968. Réélu en 1970. Perd sa renomination. |                                           |
| 1963–1973                         |                       |                                    | 76e - 92e   | Élu en 1938. Réélu en 1940. Réélu en 1942. Réélu en 1944. Réélu en 1946. Réélu en 1948. Réélu en 1950. Réélu en 1952. Réélu en 1954. Réélu en 1956. Réélu en 1958. Réélu en 1960. Réélu en 1962. Réélu en 1964. Réélu en 1966. Réélu en 1968. Réélu en 1970. Perd sa renomination. |                                           |
| Edward Lunn Young (en)            | Républicain           | 3 janvier 1973 - 3 janvier 1975    | 93e         | Élu en 1972. Perd sa renomination. | 1973–1983                                 |
| John Jenrette (en)                | Démocrate             | 3 janvier 1975 - 10 décembre 1980  | 94e - 96e   | Élu en 1974. Réélu en 1976. Réélu en 1978. Perd sa réélection et démissionne à cause du scandale ABSCAM. | 1973–1983                                 |
| John L. Napier (en)               | Républicain           | 3 janvier 1981 - 3 janvier 1983    | 97e         | Élu en 1980. Perd sa renomination. | 1973–1983                                 |
| Robin Tallon (en)                 | Démocrate             | 3 janvier 1983 - 3 janvier 1993    | 98e - 102e  | Élu en 1982. Réélu en 1984. Réélu en 1986. Réélu en 1988. Réélu en 1990. Retrait à la suite du redécoupage. | 1983–1993                                 |
| Jim Clyburn                       | Démocrate             | 3 janvier 1993 - Présent           | 103e - 118e | Élu en 1992. Réélu en 1994. Réélu en 1996. Réélu en 1998. Réélu en 2000. Réélu en 2002. Réélu en 2004. Réélu en 2006. Réélu en 2008. Réélu en 2010. Réélu en 2012. Réélu en 2014. Réélu en 2016. Réélu en 2018. Réélu en 2020. Réélu en 2022.                                      | 1993–2003                                 |
| Jim Clyburn                       | Démocrate             | 3 janvier 1993 - Présent           | 103e - 118e | Élu en 1992. Réélu en 1994. Réélu en 1996. Réélu en 1998. Réélu en 2000. Réélu en 2002. Réélu en 2004. Réélu en 2006. Réélu en 2008. Réélu en 2010. Réélu en 2012. Réélu en 2014. Réélu en 2016. Réélu en 2018. Réélu en 2020. Réélu en 2022.                                      | 2003–2013                                 |
| Jim Clyburn                       | Démocrate             | 3 janvier 1993 - Présent           | 103e - 118e | Élu en 1992. Réélu en 1994. Réélu en 1996. Réélu en 1998. Réélu en 2000. Réélu en 2002. Réélu en 2004. Réélu en 2006. Réélu en 2008. Réélu en 2010. Réélu en 2012. Réélu en 2014. Réélu en 2016. Réélu en 2018. Réélu en 2020. Réélu en 2022.                                      | 2013–2023                                 |
| Jim Clyburn                       | Démocrate             | 3 janvier 1993 - Présent           | 103e - 118e | Élu en 1992. Réélu en 1994. Réélu en 1996. Réélu en 1998. Réélu en 2000. Réélu en 2002. Réélu en 2004. Réélu en 2006. Réélu en 2008. Réélu en 2010. Réélu en 2012. Réélu en 2014. Réélu en 2016. Réélu en 2018. Réélu en 2020. Réélu en 2022.                                      | 2023–2033                                 |

## Résultats des récentes élections
Voici les résultats des dix précédents cycles électoraux dans le district.

### 2004
| Élection de 2004 du 6e district congressionnel de Caroline du Sud | Élection de 2004 du 6e district congressionnel de Caroline du Sud | Élection de 2004 du 6e district congressionnel de Caroline du Sud | Élection de 2004 du 6e district congressionnel de Caroline du Sud | Élection de 2004 du 6e district congressionnel de Caroline du Sud |
| ----------------------------------------------------------------- | ----------------------------------------------------------------- | ----------------------------------------------------------------- | ----------------------------------------------------------------- | ----------------------------------------------------------------- |
| Parti                                                             | Parti                                                             | Candidat                                                          | Votes                                                             | %                                                                 |
|                                                                   | Démocrate                                                         | Jim Clyburn (sortant)                                             | 161 987                                                           | 68,2                                                              |
|                                                                   | Républicain                                                       | Gary McLeod                                                       | 75 443                                                            | 31,7                                                              |
|                                                                   | Write-In                                                          | Write-In                                                          | 242                                                               | 0,1                                                               |
| Total des votes                                                   | Total des votes                                                   | Total des votes                                                   | 237 672                                                           | 100 %                                                             |
|                                                                   | Les Démocrates conservent                                         |                                                                   |                                                                   |                                                                   |

### 2006
| Élection de 2006 du 6e district congressionnel de Caroline du Sud | Élection de 2006 du 6e district congressionnel de Caroline du Sud | Élection de 2006 du 6e district congressionnel de Caroline du Sud | Élection de 2006 du 6e district congressionnel de Caroline du Sud | Élection de 2006 du 6e district congressionnel de Caroline du Sud |
| ----------------------------------------------------------------- | ----------------------------------------------------------------- | ----------------------------------------------------------------- | ----------------------------------------------------------------- | ----------------------------------------------------------------- |
| Parti                                                             | Parti                                                             | Candidat                                                          | Votes                                                             | %                                                                 |
|                                                                   | Démocrate                                                         | Jim Clyburn (sortant)                                             | 100 213                                                           | 64,4                                                              |
|                                                                   | Républicain                                                       | Gary McLeod                                                       | 53 181                                                            | 34,2                                                              |
|                                                                   | Vert                                                              | Antonio Williams                                                  | 2 224                                                             | 1,4                                                               |
|                                                                   | Write-In                                                          | Write-In                                                          | 88                                                                | 0,1                                                               |
| Total des votes                                                   | Total des votes                                                   | Total des votes                                                   | 155 706                                                           | 100 %                                                             |
|                                                                   | Les Démocrates conservent                                         |                                                                   |                                                                   |                                                                   |

### 2008
| Élection de 2008 du 6e district congressionnel de Caroline du Sud | Élection de 2008 du 6e district congressionnel de Caroline du Sud | Élection de 2008 du 6e district congressionnel de Caroline du Sud | Élection de 2008 du 6e district congressionnel de Caroline du Sud | Élection de 2008 du 6e district congressionnel de Caroline du Sud |
| ----------------------------------------------------------------- | ----------------------------------------------------------------- | ----------------------------------------------------------------- | ----------------------------------------------------------------- | ----------------------------------------------------------------- |
| Parti                                                             | Parti                                                             | Candidat                                                          | Votes                                                             | %                                                                 |
|                                                                   | Démocrate                                                         | Jim Clyburn (sortant)                                             | 193 378                                                           | 67,5                                                              |
|                                                                   | Républicain                                                       | Nancy Harrelson                                                   | 93 059                                                            | 32,5                                                              |
|                                                                   | Write-In                                                          | Write-In                                                          | 134                                                               | 0,0                                                               |
| Total des votes                                                   | Total des votes                                                   | Total des votes                                                   | 286 571                                                           | 100 %                                                             |
|                                                                   | Les Démocrates conservent                                         |                                                                   |                                                                   |                                                                   |

### 2010
| Élection de 2010 du 6e district congressionnel de Caroline du Sud | Élection de 2010 du 6e district congressionnel de Caroline du Sud | Élection de 2010 du 6e district congressionnel de Caroline du Sud | Élection de 2010 du 6e district congressionnel de Caroline du Sud | Élection de 2010 du 6e district congressionnel de Caroline du Sud |
| ----------------------------------------------------------------- | ----------------------------------------------------------------- | ----------------------------------------------------------------- | ----------------------------------------------------------------- | ----------------------------------------------------------------- |
| Parti                                                             | Parti                                                             | Candidat                                                          | Votes                                                             | %                                                                 |
|                                                                   | Démocrate                                                         | Jim Clyburn (sortant)                                             | 125 459                                                           | 62,9                                                              |
|                                                                   | Républicain                                                       | Jim Pratt                                                         | 72 661                                                            | 36,4                                                              |
|                                                                   | Vert                                                              | Nammu Y. Muhammad                                                 | 1 389                                                             | 0,7                                                               |
| Total des votes                                                   | Total des votes                                                   | Total des votes                                                   | 199 509                                                           | 100 %                                                             |
|                                                                   | Les Démocrates conservent                                         |                                                                   |                                                                   |                                                                   |

### 2012
| Élection de 2012 du 6e district congressionnel de Caroline du Sud | Élection de 2012 du 6e district congressionnel de Caroline du Sud | Élection de 2012 du 6e district congressionnel de Caroline du Sud | Élection de 2012 du 6e district congressionnel de Caroline du Sud | Élection de 2012 du 6e district congressionnel de Caroline du Sud |
| ----------------------------------------------------------------- | ----------------------------------------------------------------- | ----------------------------------------------------------------- | ----------------------------------------------------------------- | ----------------------------------------------------------------- |
| Parti                                                             | Parti                                                             | Candidat                                                          | Votes                                                             | %                                                                 |
|                                                                   | Démocrate                                                         | Jim Clyburn (sortant)                                             | 218 717                                                           | 93,6                                                              |
|                                                                   | Vert                                                              | Nammu Y. Muhammad                                                 | 12 920                                                            | 5,5                                                               |
|                                                                   | Write-In                                                          | Write-In                                                          | 1 978                                                             | 0,9                                                               |
| Total des votes                                                   | Total des votes                                                   | Total des votes                                                   | 233 615                                                           | 100 %                                                             |
|                                                                   | Les Démocrates conservent                                         |                                                                   |                                                                   |                                                                   |

### 2014
| Élection de 2014 du 6e district congressionnel de Caroline du Sud | Élection de 2014 du 6e district congressionnel de Caroline du Sud | Élection de 2014 du 6e district congressionnel de Caroline du Sud | Élection de 2014 du 6e district congressionnel de Caroline du Sud | Élection de 2014 du 6e district congressionnel de Caroline du Sud |
| ----------------------------------------------------------------- | ----------------------------------------------------------------- | ----------------------------------------------------------------- | ----------------------------------------------------------------- | ----------------------------------------------------------------- |
| Parti                                                             | Parti                                                             | Candidat                                                          | Votes                                                             | %                                                                 |
|                                                                   | Démocrate                                                         | Jim Clyburn (sortant)                                             | 125 747                                                           | 72,5                                                              |
|                                                                   | Républicain                                                       | Anthony Culler                                                    | 44 311                                                            | 25,6                                                              |
|                                                                   | Libertarien                                                       | Kevin Umbaugh                                                     | 3 176                                                             | 1,8                                                               |
|                                                                   | Write-In                                                          | Write-In                                                          | 198                                                               | 0,1                                                               |
| Total des votes                                                   | Total des votes                                                   | Total des votes                                                   | 173 432                                                           | 100 %                                                             |
|                                                                   | Les Démocrates conservent                                         |                                                                   |                                                                   |                                                                   |

### 2016
| Élection de 2016 du 6e district congressionnel de Caroline du Sud | Élection de 2016 du 6e district congressionnel de Caroline du Sud | Élection de 2016 du 6e district congressionnel de Caroline du Sud | Élection de 2016 du 6e district congressionnel de Caroline du Sud | Élection de 2016 du 6e district congressionnel de Caroline du Sud |
| ----------------------------------------------------------------- | ----------------------------------------------------------------- | ----------------------------------------------------------------- | ----------------------------------------------------------------- | ----------------------------------------------------------------- |
| Parti                                                             | Parti                                                             | Candidat                                                          | Votes                                                             | %                                                                 |
|                                                                   | Démocrate                                                         | Jim Clyburn (sortant)                                             | 177 947                                                           | 70,1                                                              |
|                                                                   | Républicain                                                       | Laura Sterling                                                    | 70 099                                                            | 27,6                                                              |
|                                                                   | Libertarien                                                       | Rich Piotrowski                                                   | 3 131                                                             | 1,2                                                               |
|                                                                   | Vert                                                              | Prince Charles Mallory                                            | 2 499                                                             | 1,0                                                               |
|                                                                   | Write-In                                                          | Write-In                                                          | 225                                                               | 0,1                                                               |
| Total des votes                                                   | Total des votes                                                   | Total des votes                                                   | 253 901                                                           | 100 %                                                             |
|                                                                   | Les Démocrates conservent                                         |                                                                   |                                                                   |                                                                   |

### 2018
| Élection de 2018 du 6e district congressionnel de Caroline du Sud | Élection de 2018 du 6e district congressionnel de Caroline du Sud | Élection de 2018 du 6e district congressionnel de Caroline du Sud | Élection de 2018 du 6e district congressionnel de Caroline du Sud | Élection de 2018 du 6e district congressionnel de Caroline du Sud |
| ----------------------------------------------------------------- | ----------------------------------------------------------------- | ----------------------------------------------------------------- | ----------------------------------------------------------------- | ----------------------------------------------------------------- |
| Parti                                                             | Parti                                                             | Candidat                                                          | Votes                                                             | %                                                                 |
|                                                                   | Démocrate                                                         | Jim Clyburn (sortant)                                             | 144 765                                                           | 70,1                                                              |
|                                                                   | Républicain                                                       | Gerhard Gressmann                                                 | 58 282                                                            | 28,2                                                              |
|                                                                   | Vert                                                              | Bryan Pugh                                                        | 3 214                                                             | 1,6                                                               |
|                                                                   | Write-In                                                          | Write-In                                                          | 172                                                               | 0,1                                                               |
| Total des votes                                                   | Total des votes                                                   | Total des votes                                                   | 206 433                                                           | 100 %                                                             |
|                                                                   | Les Démocrates conservent                                         |                                                                   |                                                                   |                                                                   |

### 2020
| Élection de 2020 du 6e district congressionnel de Caroline du Sud | Élection de 2020 du 6e district congressionnel de Caroline du Sud | Élection de 2020 du 6e district congressionnel de Caroline du Sud | Élection de 2020 du 6e district congressionnel de Caroline du Sud | Élection de 2020 du 6e district congressionnel de Caroline du Sud |
| ----------------------------------------------------------------- | ----------------------------------------------------------------- | ----------------------------------------------------------------- | ----------------------------------------------------------------- | ----------------------------------------------------------------- |
| Parti                                                             | Parti                                                             | Candidat                                                          | Votes                                                             | %                                                                 |
|                                                                   | Démocrate                                                         | Jim Clyburn (sortant)                                             | 197 477                                                           | 68,2                                                              |
|                                                                   | Républicain                                                       | John McCollum                                                     | 89 258                                                            | 30,8                                                              |
|                                                                   | Constitution                                                      | Mark Hackett                                                      | 2 646                                                             | 0,9                                                               |
|                                                                   | Write-In                                                          | Write-In                                                          | 272                                                               | 0,1                                                               |
| Total des votes                                                   | Total des votes                                                   | Total des votes                                                   | 289 653                                                           | 100 %                                                             |
|                                                                   | Les Démocrates conservent                                         |                                                                   |                                                                   |                                                                   |

### 2022
| Primaire démocrate de 2022 du 6e district congressionnel de Caroline du Sud | Primaire démocrate de 2022 du 6e district congressionnel de Caroline du Sud | Primaire démocrate de 2022 du 6e district congressionnel de Caroline du Sud | Primaire démocrate de 2022 du 6e district congressionnel de Caroline du Sud | Primaire démocrate de 2022 du 6e district congressionnel de Caroline du Sud |
| --------------------------------------------------------------------------- | --------------------------------------------------------------------------- | --------------------------------------------------------------------------- | --------------------------------------------------------------------------- | --------------------------------------------------------------------------- |
| Parti                                                                       | Parti                                                                       | Candidat                                                                    | Votes                                                                       | %                                                                           |
|                                                                             | Démocrate                                                                   | Jim Clyburn (sortant)                                                       | 48 729                                                                      | 87,9                                                                        |
|                                                                             | Démocrate                                                                   | Michael Addison                                                             | 4 203                                                                       | 7,6                                                                         |
|                                                                             | Démocrate                                                                   | Gregg Marcel Dixon                                                          | 2 503                                                                       | 4,5                                                                         |

| Primaire républicaine de 2022 du 6e district congressionnel de Caroline du Sud | Primaire républicaine de 2022 du 6e district congressionnel de Caroline du Sud | Primaire républicaine de 2022 du 6e district congressionnel de Caroline du Sud | Primaire républicaine de 2022 du 6e district congressionnel de Caroline du Sud | Primaire républicaine de 2022 du 6e district congressionnel de Caroline du Sud |
| ------------------------------------------------------------------------------ | ------------------------------------------------------------------------------ | ------------------------------------------------------------------------------ | ------------------------------------------------------------------------------ | ------------------------------------------------------------------------------ |
| Parti                                                                          | Parti                                                                          | Candidat                                                                       | Votes                                                                          | %                                                                              |
|                                                                                | Républicain                                                                    | Duke Buckner                                                                   | 15 638                                                                         | 74,4                                                                           |
|                                                                                | Républicain                                                                    | A. Sonia Morris                                                                | 5 374                                                                          | 25,6                                                                           |

| Élection de 2022 du 6e district congressionnel de Caroline du Sud | Élection de 2022 du 6e district congressionnel de Caroline du Sud | Élection de 2022 du 6e district congressionnel de Caroline du Sud | Élection de 2022 du 6e district congressionnel de Caroline du Sud | Élection de 2022 du 6e district congressionnel de Caroline du Sud |
| ----------------------------------------------------------------- | ----------------------------------------------------------------- | ----------------------------------------------------------------- | ----------------------------------------------------------------- | ----------------------------------------------------------------- |
| Parti                                                             | Parti                                                             | Candidat                                                          | Votes                                                             | %                                                                 |
|                                                                   | Démocrate                                                         | Jim Clyburn (sortant)                                             | 130 923                                                           | 62,0                                                              |
|                                                                   | Républicain                                                       | Duke Buckner                                                      | 79 879                                                            | 37,9                                                              |
|                                                                   | Write-In                                                          | Write-In                                                          | 226                                                               | 0,1                                                               |
| Total des votes                                                   | Total des votes                                                   | Total des votes                                                   | 211 028                                                           | 100 %                                                             |
|                                                                   | Les Démocrates conservent                                         |                                                                   |                                                                   |                                                                   |

### 2024
La Primaire démocrate a été annulée. James Clyburn (D-Sortant) avance vers l'Élection Générale.
| Primaire républicaine de 2024 du 6e district congressionnel de Caroline du Sud | Primaire républicaine de 2024 du 6e district congressionnel de Caroline du Sud | Primaire républicaine de 2024 du 6e district congressionnel de Caroline du Sud | Primaire républicaine de 2024 du 6e district congressionnel de Caroline du Sud | Primaire républicaine de 2024 du 6e district congressionnel de Caroline du Sud |
| ------------------------------------------------------------------------------ | ------------------------------------------------------------------------------ | ------------------------------------------------------------------------------ | ------------------------------------------------------------------------------ | ------------------------------------------------------------------------------ |
| Parti                                                                          | Parti                                                                          | Candidat                                                                       | Votes                                                                          | %                                                                              |
|                                                                                | Républicain                                                                    | Duke Buckner                                                                   | 10 145                                                                         | 55,8                                                                           |
|                                                                                | Républicain                                                                    | Justin Scott                                                                   | 8050                                                                           | 44,2                                                                           |

| Élection de 2024 du 6e district congressionnel de Caroline du Sud | Élection de 2024 du 6e district congressionnel de Caroline du Sud | Élection de 2024 du 6e district congressionnel de Caroline du Sud | Élection de 2024 du 6e district congressionnel de Caroline du Sud | Élection de 2024 du 6e district congressionnel de Caroline du Sud |
| ----------------------------------------------------------------- | ----------------------------------------------------------------- | ----------------------------------------------------------------- | ----------------------------------------------------------------- | ----------------------------------------------------------------- |
| Parti                                                             | Parti                                                             | Candidat                                                          | Votes                                                             | %                                                                 |
|                                                                   | Démocrate                                                         | Jim Clyburn (sortant)                                             | 182 056                                                           | 59,5                                                              |
|                                                                   | Républicain                                                       | Duke Buckner                                                      | 112 360                                                           | 36,7                                                              |
|                                                                   | Libertarien                                                       | Michael Simpson                                                   | 5279                                                              | 1,7                                                               |
|                                                                   | Indépendant                                                       | Gregg Marcel Dixon                                                | 4927                                                              | 1,6                                                               |
|                                                                   | Alliance Party (en)                                               | Joseph Oddo                                                       | 1056                                                              | 0,3                                                               |
|                                                                   | Write-In                                                          | Write-In                                                          | 299                                                               | 0,1                                                               |
| Total des votes                                                   | Total des votes                                                   | Total des votes                                                   | 305 977                                                           | 100 %                                                             |
|                                                                   | Les Démocrates conservent                                         |                                                                   |                                                                   |                                                                   |